# 静岡県幼稚園の廃園一覧
静岡県幼稚園の廃園一覧（しずおかけんようちえんのはいえんいちらん）は、静岡県内の廃園になった幼稚園の一覧。対象となるのは、学制改革（1947年）以降に廃園となった幼稚園、および分園である。園名は廃園当時のもの。廃園時に幼稚園が所在していた自治体がその後合併により消滅している場合は、現行の自治体に含める。また現在休園中の県内の幼稚園（分園）も、その多くは実質上、廃園と同じ状態にあるため参考として記載する。
（）内は、廃園になった年（休園の場合は、その措置が取られた年）である。

## 静岡市
- 秋葉幼稚園（休園開始時期不詳）[1][注釈 1]
- リズミー学園幼稚園（休園開始時期不詳）[2]
- 静岡雙葉幼稚園
- 日本軽金属白浜幼稚園
- 盈進幼稚園
- 三松幼稚園
- 静岡市立清水中河内幼稚園（2005年静岡市立清水和田島幼稚園へ統合）[注釈 2]
- 静岡市立清水西河内幼稚園（同上）
- 静岡アソカ幼稚園（2009年）[3]
- 静岡バプテスト幼稚園（2013年）[4]
- 静岡市立安東幼稚園（2015年静岡市立安東こども園へ移行）[5]
- 静岡市立南藁科幼稚園（2015年静岡市立藁科こども園へ移行）[6]
- 静岡市立安倍口幼稚園（2015年静岡市立安倍口こども園へ移行）[7]
- 静岡市立西奈幼稚園（2015年静岡市立西奈こども園へ移行）[8]
- 静岡市立久能幼稚園（2015年静岡市立久能こども園へ移行）[8]
- 静岡市立大谷幼稚園（2015年静岡市立大谷こども園へ移行）[8]
- 静岡市立東豊田幼稚園（2015年静岡市立東豊田こども園へ移行）[8]
- 静岡市立清水高部幼稚園（2015年静岡市立高部こども園へ移行）[8]
- 静岡市立清水小島幼稚園（2015年静岡市立小島こども園へ移行）[8]
- 静岡市立清水小河内幼稚園（2015年静岡市立小河内こども園へ移行）[8]
- 静岡市立清水和田島幼稚園（2015年静岡市立和田島こども園へ移行）[8]
- 静岡市立由比幼稚園（2015年静岡市立由比こども園へ移行）[8]
- 蒲原梅花幼稚園（2015年梅花こども園へ移行）[9]
- 静岡学園幼稚園〈旧〉（2017年幼保連携型認定こども園静岡学園幼稚園〈新〉へ移行）[10]
- 梅花幼稚園〈旧〉（2017年[11]幼保連携型認定こども園梅花幼稚園〈新〉[12]へ移行）
- 東海幼稚園〈旧〉（2018年認定こども園東海幼稚園〈新〉へ移行）[13]
- 千代田幼稚園〈旧〉（2018年幼保連携型認定こども園千代田幼稚園〈新〉へ移行）[14]
- 若杉幼稚園〈旧〉（2018年幼保連携型認定こども園若杉幼稚園〈新〉へ移行）[15]
- わらべ幼稚園〈旧〉（2018年幼保連携型認定こども園わらべ幼稚園〈新〉へ移行）[16]
- こばと幼稚園（2018年こばとこども園へ移行）[17]
- 静岡平和幼稚園〈旧〉（2018年[18]認定こども園静岡平和幼稚園〈新〉へ移行）[注釈 3]
- 常葉大学短期大学附属とこは幼稚園〈旧〉（2018年[18]幼保連携型認定こども園常葉大学短期大学附属とこは幼稚園〈新〉[19]へ移行）
- 常葉大学短期大学附属たちばな幼稚園〈旧〉（2018年幼保連携型認定こども園常葉大学短期大学附属たちばな幼稚園〈新〉へ移行）[20]
- 羽鳥るり幼稚園〈旧〉（2018年[18]認定こども園羽鳥るり幼稚園〈新〉[21]へ移行）
- るり幼稚園〈旧〉（2020年[22]認定こども園るり幼稚園〈新〉[23]へ移行）
- 横内幼稚園〈旧〉（2021年[24]認定こども園横内幼稚園〈新〉[25]へ移行）
- 梨花幼稚園〈旧〉（2023年[26]幼保連携型認定こども園梨花幼稚園〈新〉[27]へ移行）
- てるみ幼稚園（2023年休園）[28]
- 有度幼稚園〈旧〉（2023年幼保連携型認定こども園有度幼稚園〈新〉へ移行）[28]
- 静岡聖母幼稚園〈旧〉（2023年12月幼稚園型認定こども園静岡聖母幼稚園〈新〉へ移行）[28]

## 浜松市
- 浜松市立山香幼稚園（2003年浜松市立佐久間幼稚園山香分園となり、2008年廃園[29]）
- 常盤幼稚園（2005年）
- 中田島幼稚園（2008年遠州浜幼稚園と統合し美波幼稚園へ）[30][注釈 4]
- 遠州浜幼稚園（2008年中田島幼稚園と統合し美波幼稚園へ）[30]
- 浜松市立南庄内幼稚園（2009年浜松市立北庄内幼稚園へ統合）
- 浜松市立内野北幼稚園（2011年浜松市立内野幼稚園へ統合[31]）
- 浜松市熊切幼稚園（2015年浜松市立熊幼稚園へ統合）[32]
- 浜松市都筑幼稚園（休園時期不詳、2015年廃園）[32]
- 浜松市立古人見幼稚園（2016年）[33]
- 浜松市立城西幼稚園（2016年休園[34]、2017年廃園[35]）
- 浜松市立鏡山幼稚園（2017年）[36]
- 入野幼稚園（2020年佐鳴台幼稚園〈同年佐鳴台入野幼稚園へ改称〉へ統合）[37]
- 赤門幼稚園（2020年休園、2022年幼保連携型認定こども園遊歩の丘みなみプレスクールへ移行）[38]
- 浜松市立竜川幼稚園（2021年休園[39]、2025年廃園[40]）
- 浜松中央幼稚園（2021年浜松中央こども園へ移行）[41]
- 昭和幼稚園（2022年）[42]
- 浜松市立浦川幼稚園（2022年休園[43]、2025年浜松市立佐久間幼稚園へ統合[44]）
- ひくま幼稚園（2022年）[45]
- 花園幼稚園〈旧〉（2023年[26]幼保連携型認定こども園花園幼稚園〈新〉[46]へ移行）
- 浜松市立舞阪幼稚園（2023年休園）[47]
- 浜松市立平口幼稚園（2023年休園）[47]

## 沼津市
- 天使幼稚園（休園開始時期不詳[2]、2023年廃園[26]）
- 桃園幼稚園（2017年）[11]
- 中央幼稚園〈旧〉（2017年認定こども園中央幼稚園〈新〉へ移行）[11][注釈 5]
- かきつばた幼稚園（2018年認定こども園杉浦学園かきつばたこども園へ移行）[48]
- こずわ幼稚園〈旧〉（2018年幼稚園型認定こども園こずわ幼稚園となり、2020年幼保連携型認定こども園こずわ幼稚園〈新〉へ移行）[49]
- 沼津市立戸田幼稚園（2021年戸田保育所と統合し沼津市立戸田こども園へ）[50]
- 春の木幼稚園〈旧〉（2021年[24]幼保連携型認定こども園春の木幼稚園〈新〉[51]へ移行）
- 沼津学園第一幼稚園〈旧〉（2022年[52]認定こども園沼津学園第一幼稚園〈新〉[53]へ移行）
- プラドバイリンガル幼稚園（2022年休園）[54]

## 熱海市
- 熱海幼稚園（休園開始時期不詳）[2]
- 熱海市立網代幼稚園（2017年休園[55]、2021年廃園[56]）
- 熱海市立上多賀幼稚園（2018年熱海市立多賀幼稚園へ統合）[57]
- 熱海市立緑ガ丘幼稚園（2020年9月熱海市立小嵐保育園と統合し熱海市立あたみこども園へ）[58]
- 熱海市立伊豆山幼稚園（2022年休園）[59]

## 三島市
- 三島恵泉幼稚園
- よつば幼稚園（休園開始時期不詳）[2]
- 三島市立中央幼稚園（2010年）[60]
- 三島市立はったばた幼稚園（2015年）[61]
- のびる幼稚園〈旧〉（2018年幼保連携型認定こども園のびる幼稚園〈新〉へ移行）[62]
- 三島市立西幼稚園（2020年休園[63]、2021年廃園[64]）
- しらゆり幼稚園〈旧〉（2020年幼保連携型認定こども園しらゆり幼稚園〈新〉へ移行）[65]
- 三島市立坂幼稚園（2021年休園）[66]

## 富士宮市
- リーチェル幼稚園〈旧〉（2017年[11]認定こども園リーチェル幼稚園〈新〉[67]へ移行）

## 伊東市
- 伊東市立竹の台幼稚園新井分園（1994年休園[68]、2016年廃園[68]）
- 伊東市立伊東幼稚園湯川分園（2014年休園[69]）
- 伊東市立川奈幼稚園（2016年休園[69]）
- 伊東市立宇佐美幼稚園宮川分園（2018年休園[70]）
- 伊東市立富戸幼稚園（2018年休園[70]）
- 伊東市立竹の台幼稚園（2019年休園[71]）
- 伊東市立鎌田幼稚園（2020年休園[72]）
- 伊東市立南幼稚園（2020年休園[72]）
- 学校法人静岡聖母学園伊東聖母幼稚園（2023年[73]）
- 伊東市立池幼稚園（2025年休園[74]）

## 島田市
- 島田学園付属幼稚園〈旧〉（2018年幼保連携型認定こども園島田学園付属幼稚園〈新〉へ移行）[75]
- 島田中央幼稚園〈旧〉（2018年[18]認定こども園島田中央幼稚園〈新〉[76]へ移行）

## 富士市
- 須津幼稚園〈旧〉（2017年幼保連携型認定こども園須津幼稚園〈新〉へ移行）[77]
- 富士市立浜幼稚園（2020年）[78]
- 富士市立南幼稚園（2022年）[79]
- 富士市立大淵幼稚園（2022年）[80]
- 富士市立原田幼稚園（2023年）[81]

## 磐田市
- 静岡県立磐田北高等学校附設幼稚園（1998年）[82]
- 磐田市立南御厨幼稚園（2018年磐田市立東部幼稚園へ統合）[83]
- 磐田市立福田中幼稚園（2018年）[84]
- 磐田市立磐田中部幼稚園（2019年磐田西幼稚園と統合し磐田市立磐田なかよしこども園へ）[85]
- 磐田市立磐田西幼稚園（2019年磐田中部幼稚園と統合し磐田なかよしこども園へ）[85]

## 焼津市
- 暁幼稚園（2015年）[86]
- 弘香幼稚園（2019年）[87]
- 焼津市立東益津幼稚園（2020年休園[63]、2021年廃園[88]）

## 掛川市
- 掛川市立曽我幼稚園（2008年）
- 掛川市立横須賀幼稚園（2021年よこすかぬく森こども園へ移行）[89]
- 子育てセンターひだまり幼稚園部（2021年認定こども園子育てセンターひだまりへ移行）[90]
- 子育てセンターさやのもり幼稚園部（2021年認定こども園子育てセンターさやのもりへ移行）[90]
- 智光幼稚園（2021年智光こども園へ移行）[91]
- 掛川市立大渕幼稚園（2022年幼保連携型認定こども園おおぶち そよ風こども園へ移行）[92]
- 佐束幼稚園（2023年城東保育園などと統合しきとうこども園へ）[93]
- 土方幼稚園（同上）[93]
- 中幼稚園（同上）[93]

## 藤枝市
- 駿河台幼稚園（2018年駿河台こども園へ移行）[17]
- 大洲幼稚園（2018年大洲こども園へ移行）[94]
- 稲葉幼稚園（2019年[95]いなばこども園[96]へ移行）
- 瀬戸谷幼稚園（2020年高根幼稚園と統合しせとやこども園へ）[97]
- 高根幼稚園（2020年瀬戸谷幼稚園と統合しせとやこども園へ）[97]
- 志太幼稚園（2020年志太こども園へ移行）[98]
- 葉梨幼稚園（2021年葉梨こども園へ移行）[99]
- 高洲幼稚園（2024年高洲こども園へ移行）[100]

## 御殿場市
- 御殿場市立神山幼稚園（2020年）[101]
- 御殿場市立原里西幼稚園（2022年）[102]

## 袋井市
- 袋井市立浅羽東幼稚園（2021年[103]袋井市立浅羽東こども園[104]へ移行）
- 袋井市立若草幼稚園（2021年[105]袋井市立若草こども園[106]へ移行）
- 袋井市立若葉幼稚園（2022年袋井市立若葉こども園[107]へ移行）[108]
- 袋井市立山梨幼稚園（2022年袋井市立山梨こども園[109]へ移行）[108]
- 袋井市立袋井南幼稚園（2022年高南幼稚園および袋井南保育所と統合し社会福祉法人天竜厚生会子育てセンターにじいろへ）[108]
- 袋井市立高南幼稚園（2022年袋井南幼稚園および袋井南保育所と統合し子育てセンターにじいろへ）[108]

## 下田市
- 下田市立浜崎幼稚園（2006年下田幼稚園へ統合）[110]
- 下田市立稲生沢幼稚園（2008年下田幼稚園へ統合）[110]
- 下田市立下田幼稚園（2023年下田市立下田認定こども園へ統合）[110]

## 裾野市
- 裾野市立富岡第二幼稚園（2022年）[111]

## 湖西市
- 湖西市立新居幼稚園〈旧〉（2020年幼保連携型認定こども園湖西市立新居幼稚園〈新〉へ移行）[112]
- 湖西市立岡崎幼稚園〈旧〉（2021年幼保連携型認定こども園湖西市立岡崎幼稚園〈新〉へ移行）[113]
- 湖西市立新所幼稚園（2023年）[114]
- 湖西市立白須賀幼稚園（2024年）[115]

## 伊豆市
- 伊豆市立月ヶ瀬幼稚園（2008年）

## 御前崎市
- 美土代幼稚園（休園開始時期不詳）[2]
- 御前崎市立佐倉幼稚園（2005年比木幼稚園と統合し御前崎市立さくらこども園へ）[116]
- 御前崎市立比木幼稚園（2005年佐倉幼稚園と統合しさくらこども園へ）[116]
- 御前崎市立新野幼稚園（2008年朝比奈幼稚園と統合し御前崎市立北こども園へ）[117]
- 御前崎市立朝比奈幼稚園（2008年新野幼稚園と統合し北こども園へ）[117]
- 御前崎市立池新田幼稚園（2024年高松幼稚園と統合しはまおか幼稚園へ）[118]
- 御前崎市立高松幼稚園（2024年池新田幼稚園と統合しはまおか幼稚園へ）[118]
- 浜岡町立朝比奈幼稚園北原分園（1962年）

## 菊川市
- 中央幼稚園（2018年菊川中央こども園へ移行）[119]
- 小笠東幼稚園（2019年ひがし保育園と統合しひがしこども園へ）[120]
- 小笠南幼稚園（2019年みなみ保育園と統合しみなみこども園へ）[120]

## 伊豆の国市
- 伊豆の国市立大仁東幼稚園（2018年[121]）
- 寿光幼稚園（2018年）

## 牧之原市
- すすき幼稚園〈旧〉（2019年[95]認定こども園すすき幼稚園〈新〉[122]へ移行）
- 榛原ふたば幼稚園（2022年休園[54]、2024年廃園[123]）

## 賀茂郡
- 東伊豆町立双葉幼稚園（2008年熱川幼稚園へ統合）[124]
- 東伊豆町立大川幼稚園（2018年熱川幼稚園へ統合）[124]
- 東伊豆町立熱川幼稚園（2023年稲取幼稚園と統合し東伊豆町立ひがしいず幼稚園へ）[124]
- 東伊豆町立稲取幼稚園（2023年熱川幼稚園と統合しひがしいず幼稚園へ）[124]

## 駿東郡
- 長泉町立北幼稚園（2017年長泉町立北こども園へ移行）[125]
- 長泉町立南幼稚園（2021年[126]長泉町立南こども園へ移行[127]）
- 小山町立足柄幼稚園（2020年）[128]
- 小山町立駿河小山幼稚園（2020年いきど保育園と統合し小山町立するがおやまこども園へ)[129]
- 小山町立須走幼稚園（2020年すばしり保育園と統合し小山町立須走こども園へ）[129]

## 榛原郡
- さゆり幼稚園（2023年休園）[130]

## 周智郡
- 森町立三倉幼稚園（2016年休園[131]、2024年廃園[132]）
- 森町立一宮幼稚園（2024年休園）[133]
- 森町立天方幼稚園（2024年休園）[133]